# 若宮町
若宮町（わかみやまち）は、福岡県北西部に位置し、鞍手郡に所属していた町である。2006年2月11日に宮田町と合併し、宮若市となり、自治体としての若宮町は消滅した。現在、町役場は若宮総合支所として業務を行っている。以後、消滅前日までの情勢を記す。
自然が美しい町で、宗像地方でも特に有数の果物の収穫高が高い地域でもある。宗像市の郊外に位置することもあり、古代より宗像市との繋がりがとても深い。

## 地理
町北東部の中心市街地を除き、ほとんどが山地である。町の中央部には脇田温泉があり温泉街が形成されている。町南東部には力丸ダム、町西部に犬鳴ダムがある。

## 歴史
- 1889年（明治22年）4月1日 - 町村制施行に伴い鞍手郡福丸村、金丸村、金生村、原田村、水原村が合併し、若宮村（わかみやむら）が発足。
- 1943年（昭和18年）2月11日 - 若宮村が町制施行。若宮町となる。
- 1951年（昭和26年）4月1日 - 若宮町・中村・山口村が対等合併。新町制による若宮町となる。
- 1955年（昭和30年）
  - 3月31日 - 吉川村、笠松村（一部）と合併。新町制による若宮町となる。
  - 7月1日 - 大字金生の一部を分離し、鞍手郡宮田町に編入。
- 2006年（平成18年）2月11日 - 宮田町と合併し宮若市誕生。自治体としての若宮町は消滅。

## 経済
- 農業

『大日本篤農家名鑑』によれば、若宮町の篤農家は「安藤近次郎、鹽川音吉、勝木隆一、有吉榮吉、長谷川清兵衛、梶原六助、井田次郎、石井房次、森田隆吉」などである。

## 地域

### 教育機関

#### 高等学校
- 福岡県立西鞍手高等学校（閉校）

#### 中学校
- 若宮町立若宮中学校

#### 小学校
- 若宮町立若宮小学校
- 若宮町立若宮西小学校
- 若宮町立吉川小学校
- 若宮町立若宮南小学校
- 若宮町立山口小学校

## 交通
- 空港は福岡空港が最寄り。
- 町内に利用可能な鉄道路線はなし（山陽新幹線が通っているが、町内に駅がない）。鉄道駅は鹿児島本線は赤間駅、筑豊本線（福北ゆたか線）は直方駅が最寄り。

### 道路

#### 高速道路
- 九州自動車道
  - 若宮インターチェンジ（若宮バスストップを併設）

### バス路線

#### 高速バス
- 若宮バスストップ
福岡市・福岡空港・北九州市・苅田町・行橋市・中間市・直方市・久留米市・長崎市・佐世保市・熊本市と若宮バスストップの間を結ぶ高速バス路線が運行されている。

#### 一般路線バス
中心バス停は福丸駅（バスターミナルであるが、もと国鉄の分類上における「バス駅」に該当する施設であったため「駅」と呼ばれる）。
- JR九州バス（直方線）
  - 福岡市（博多駅・箱崎駅） - 粕屋町 - 久山町 - 福丸 - 宮田町 - 直方市
  - 福間 - 樋渡（若宮バスストップ最寄りバス停） - 福丸

## 観光名所

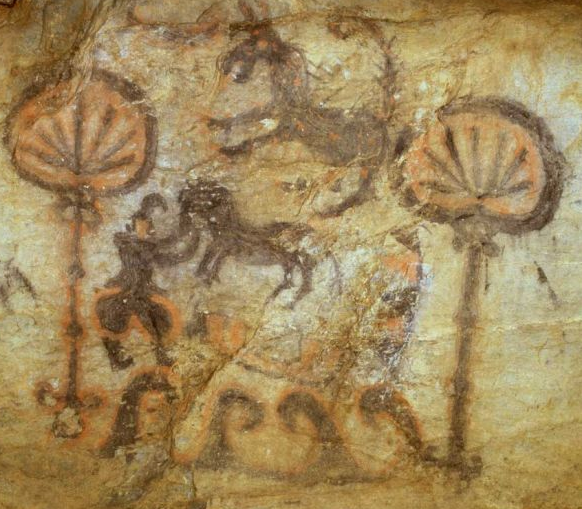
竹原古墳の壁画

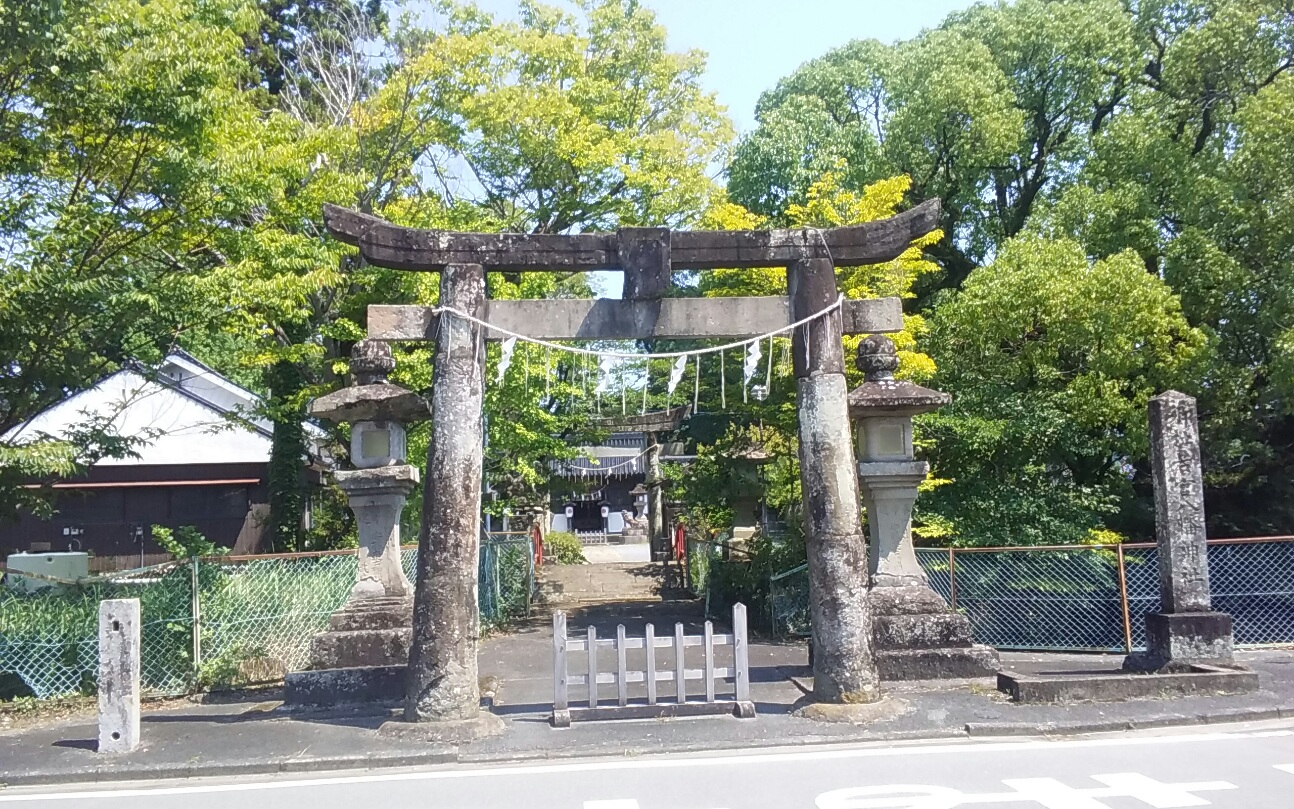
若宮八幡宮

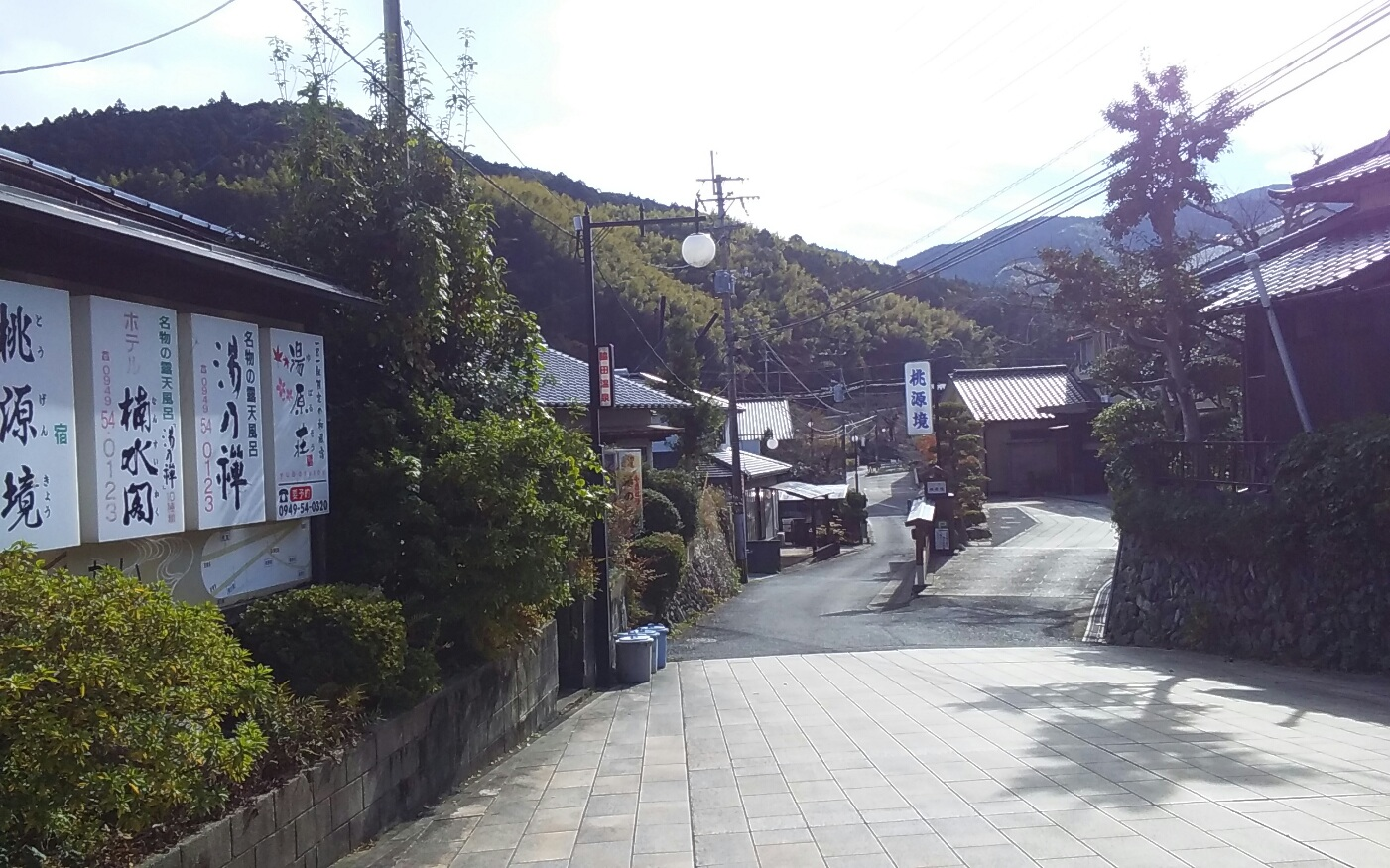
脇田温泉

- 若宮八幡宮
- 脇田温泉
- 竹原古墳
- 西山
- 磯辺山
- 犬鳴峠

### 特産品
- 追い出し猫

## 出身著名人
- 神谷大輔（俳優）
- 開月勘太郎（元大相撲力士）